# Celebesz-tenger
A Celebesz-tenger (más néven: Sulawesi-tenger, malájul: Laut Sulawesi) egy tenger a Csendes-óceán nyugati részén, nyugaton Borneó szigete, keleten a Csendes-óceán, északon a Fülöp-szigetek szigetei, délen Celebesz határolja, és a Makassar-szoros választja el a Jáva-tengertől. Területe 280 000 km², legmélyebb pontja 6200 méter mély.

## Országok
Három ország fekszik a Celebesz-tenger partján.
- Malajzia
- Fülöp-szigetek
- Indonézia